# Kaupang

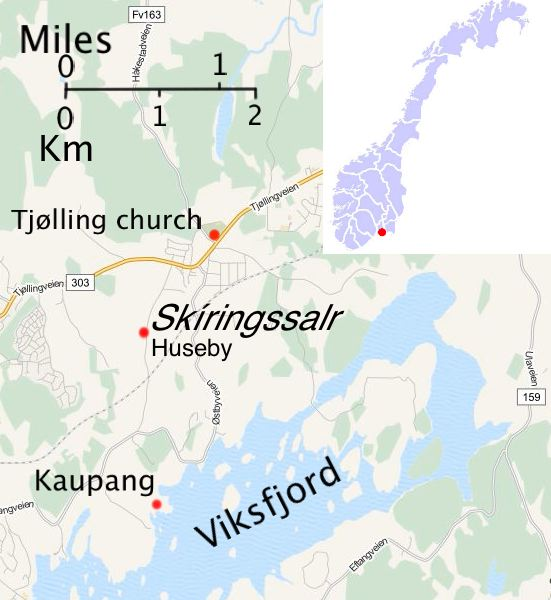
Mapa zobrazující polohu lokalit Kaupang, Skíringssalr (Huseby) a Tjølling v kraji Vestfold; v pravém horním rohu poloha kraje v rámci Norska

Kaupang je město/tržiště v Norsku z doby Vikingů. Obecně je považován za první sídlo městského typu v Norsku. Nacházel se poblíž dnešní vesnice Tjøllingvollen v municipalitě Larvik v kraji Vestfold. Kaupang se rozkládal na břehu Viksfjordenu, fjordu, který odbočuje z Larviksfjordenu. Starověká vikingská síň Skiringssal se nacházela nedaleko směrem do vnitrozemí. Kaupang byl v době Vikingů důležitým obchodním a řemeslným centrem a je první známou norskou obchodní základnou. Je uváděn jako nejvýznamnější norská památka z doby Vikingů.

## Jméno
Název Kaupang byl staroseverský termín pro tržiště složený z kaup - (což znamená "koupit") a angr (což znamená "přístav ve fjordu "), znamená tedy něco jako "nákupní fjord" nebo "obchodní přístav" (podobný doslovnému překladu Kodaně).

## Historie

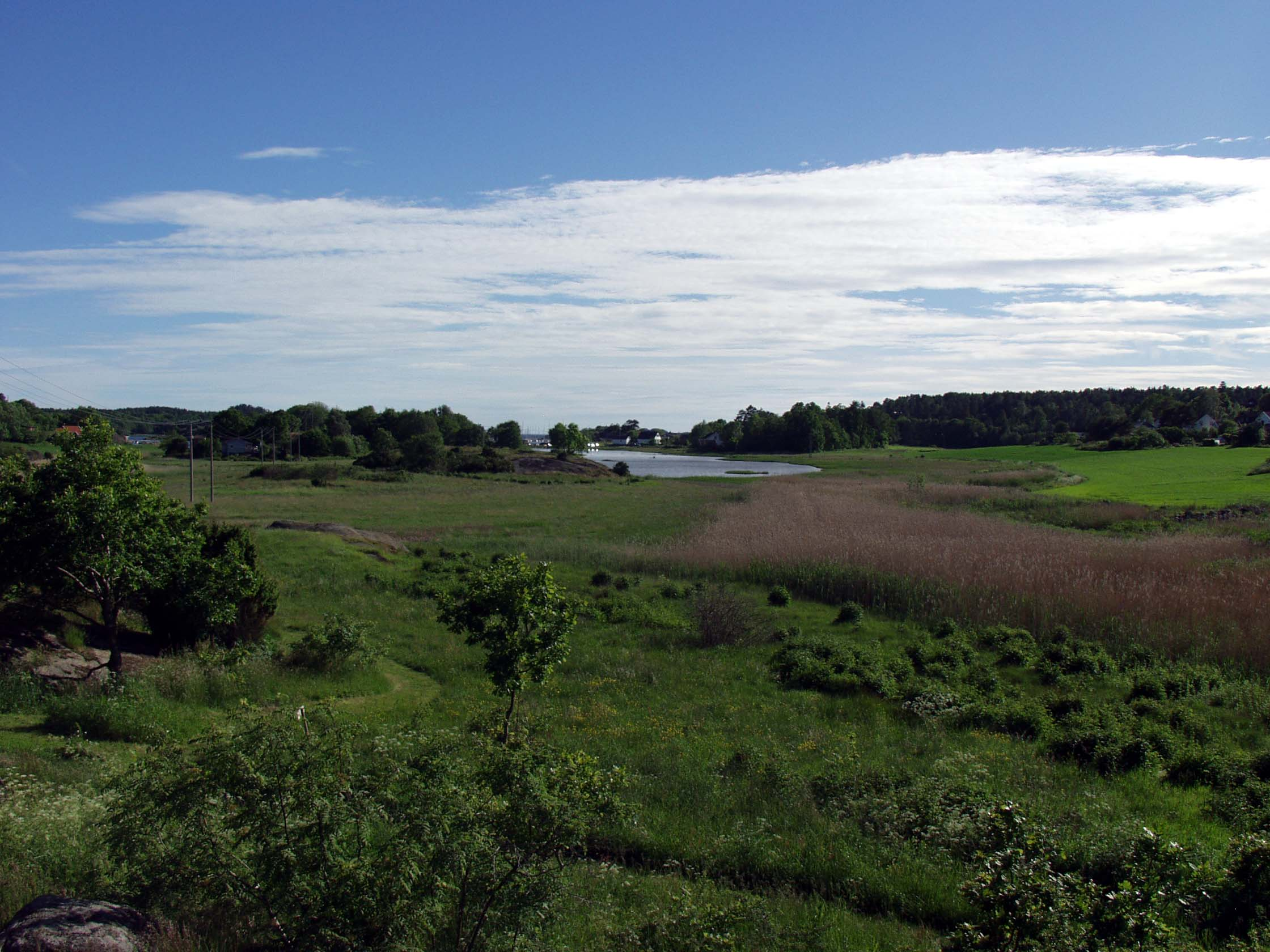
Kaupang vidět z nedalekého Bikjholberget

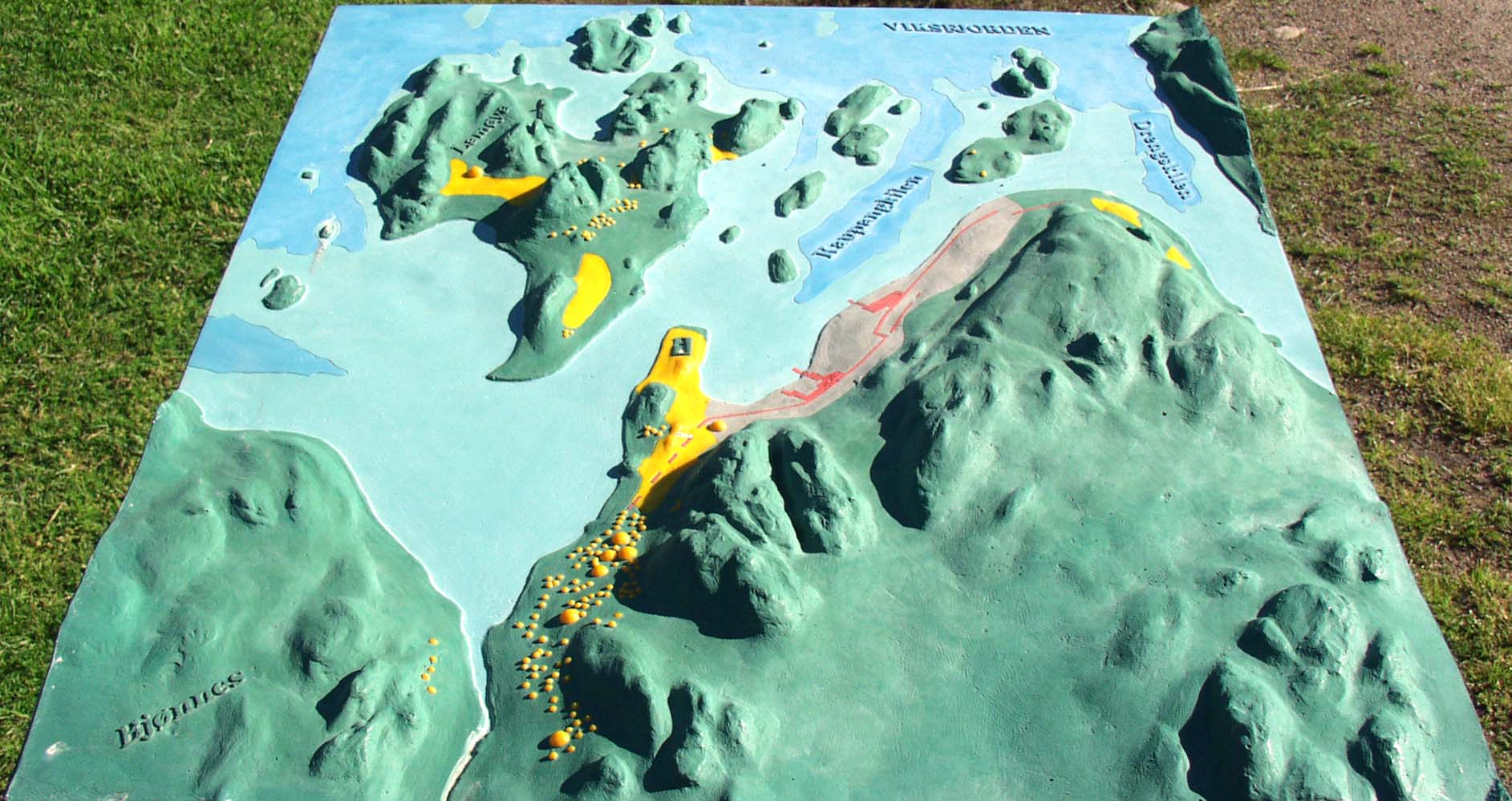
Model Kaupangu

Kaupang byl založen kolem roku 780 a z neznámých důvodů opuštěn v první polovině 10. století. Někteří odborníci se domnívají, že na vině bylo zřízení dalších obchodních center, jiní soudí, že zánik osady způsobil pokles pohanských aktivit v důsledku rozvoje křesťanství.
Nachází se na pláži u Viksfjordu v municipalitě Larvik. Historické dokumenty ukazují, že oblast byla významným sídlem od konce 8. století do začátku 10. století. Kaupang byl menší než další známá vikingská obchodní centra té doby – Hedeby a Ribe v Dánsku a Birka ve Švédsku – byl spíše obchodní zastávkou na cestě do Hedeby.
Obecně se má za to, že Ohthere z Hålogalandu zmínil Kaupang pod jménem Skiringssal (ve staré norštině: Skíringssalr) v popisu svých cest. Ten navštívil na konci 9. století přístav, který je ve staré angličtině zaznamenán jako „Sciringes heal“. Tato domněnka je však založena pouze na podobě názvu a je v rozporu s jinými pasážemi Ohtherova textu. Neexistuje pro ni žádný vědecký důkaz.

## Vykopávky

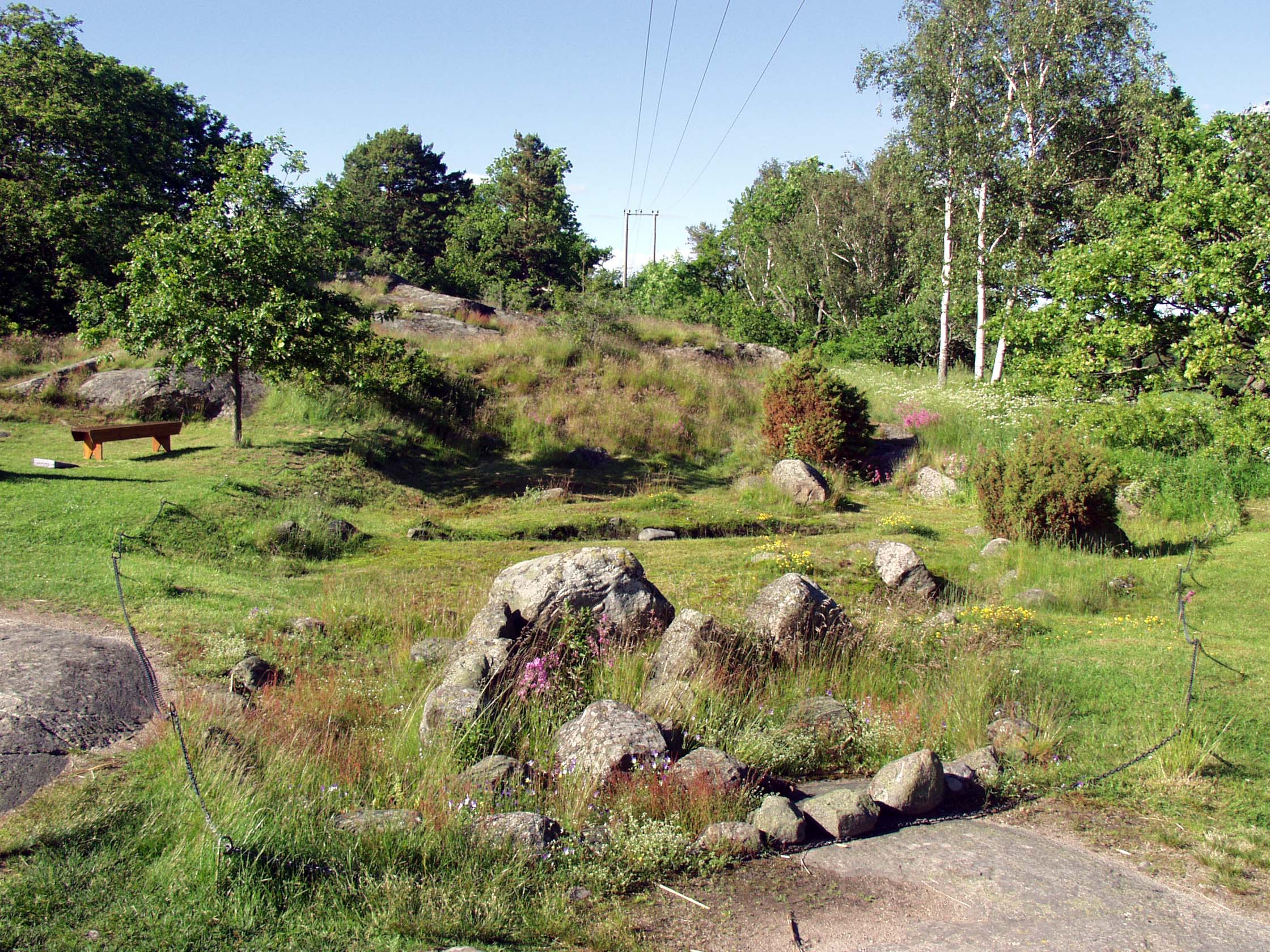
Archeologické naleziště východně od Kaupangu

Archeologické nálezy naznačují, že toto místo mohlo být prvním protoměstským osídlením většího významu v Norsku. Vykopávky v Kaupangu poskytly doklady o řemeslném a obchodním centru s asi 1000 obyvateli. Mezi komodity, které se obchodovaly, patřilo železo, mastek a pravděpodobně i ryby.
První vykopávky v lokalitě zahájil v roce 1867 Nicolay Nicolaysen, který zmapoval jedno z pohřebišť v okolí osady a odkryl 79 hrobových mohyl. Odkryl také žárové pohřebiště z velké části datované do 10. století. Charlotte Blindheim začala s vykopávkami v roce 1947 a svou poslední publikaci dokončila v roce 1999. Nový program prací zahájil Dagfinn Skre se spolupracovníky v roce 1997.
V létě roku 2000 zahájil Institut pro archeologii, ochranu a historická studia na univerzitě v Oslu nový program vykopávek pod vedením Dagfinna Skre, který probíhal až do roku 2002. Následovaly menší vykopávky v oblasti přístavu Kaupang v roce 2003. Celkem byly odkryty čtyři pravděpodobné domy, řada ohnišť, jam a kůlů. Následně probíhala analýza jak samotných artefaktů, tak přírodních vzorků z lokality. 
Výsledky analýz byly publikovány v sérii tří knih mezi lety 2007 a 2011. Řada z přibližně 100 000 nalezených artefaktů byla vystavena na univerzitě v Oslu; jmenovitě například arabské stříbrné mince, zlaté mince z Dorestadu, stovky skleněných korálků, zlaté a bronzové šperky, keramika, zbraně a nástroje. Byly nalezeny předměty pocházející z Persie, Rusi, Indie, Pobaltí a dalších oblastí. Nálezy uloupeného zboží naznačují, že Kaupang mohl být místem, kde se vikingští nájezdníci shromažďovali k loupežným výpravám.